# Destroyer de transport
Pour les articles homonymes, voir APD.

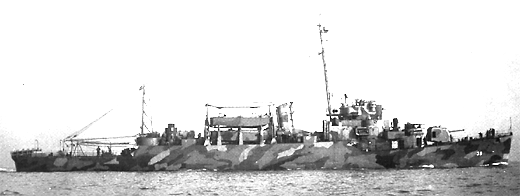
Le destroyer USS Barr (APD-39), en octobre 1944.

Les destroyers de transport, également appelés Transports rapides ou Transport à grande vitesse étaient des destroyers ou des destroyers d'escorte utilisés pour appuyer les opérations amphibies de la Marine américaine durant la Seconde Guerre mondiale et ultérieurement. Ils reçurent le symbole américain de classification des coques APD; « AP » pour transport et « D » pour destroyer. 137 navires reçurent cette dénomination.
Les APD étaient conçus pour transporter de petites unités telles que les commandos de Marines, les Underwater Demolition Teams et les unités de Rangers de l'Armée des États-Unis vers des rivages hostiles. Ils étaient capables des transporter des unités de la taille d'une compagnie (200 hommes). Ils fournissaient également l'appui-feu naval (en) si nécessaire.

## Types de navires

### Conversions de navires anciens
Les premiers navires convertis en APD furent des destroyers construits pendant, ou après, la Première Guerre mondiale et reçurent les codes APD-1 à APD-36. L'un venait de la classe Caldwell, 17 de la classe Wikes et 14 de la classe Clemson. Certains avaient déjà été transformés comme ravitailleurs d'aviation.
La conversion amena à supprimer deux des quatre chaudières (celles de l'avant) et les cheminées correspondantes, réduisant par là la vitesse à 25 nœuds. L'espace dégagé permit de mettre en place les aménagements nécessaires au transport de 200 soldats.
L’armement initial de 4 canons de 4 pouces, d'un de 3" AA (antiaérien) fit place à 3 pièces modernes de 3" AA, d'un Bofors de 40mm et de 5 pièces de 20mm. Deux rails et jusqu'à six lanceurs de grenades anti-sousmarines furent aussi installés.
4 barges de débarquement (LCP-L, « Landing Craft Personnel (Large) »), installés sur bossoirs, vinrent prendre la place des 4 affûts triple de tubes lance-torpilles. Ultérieurement, les LCP-L furent remplacés par des modèles équipés d'une rampe de débarquement à l'avant (LCP-R)
.

### Classe Charles Lawrence

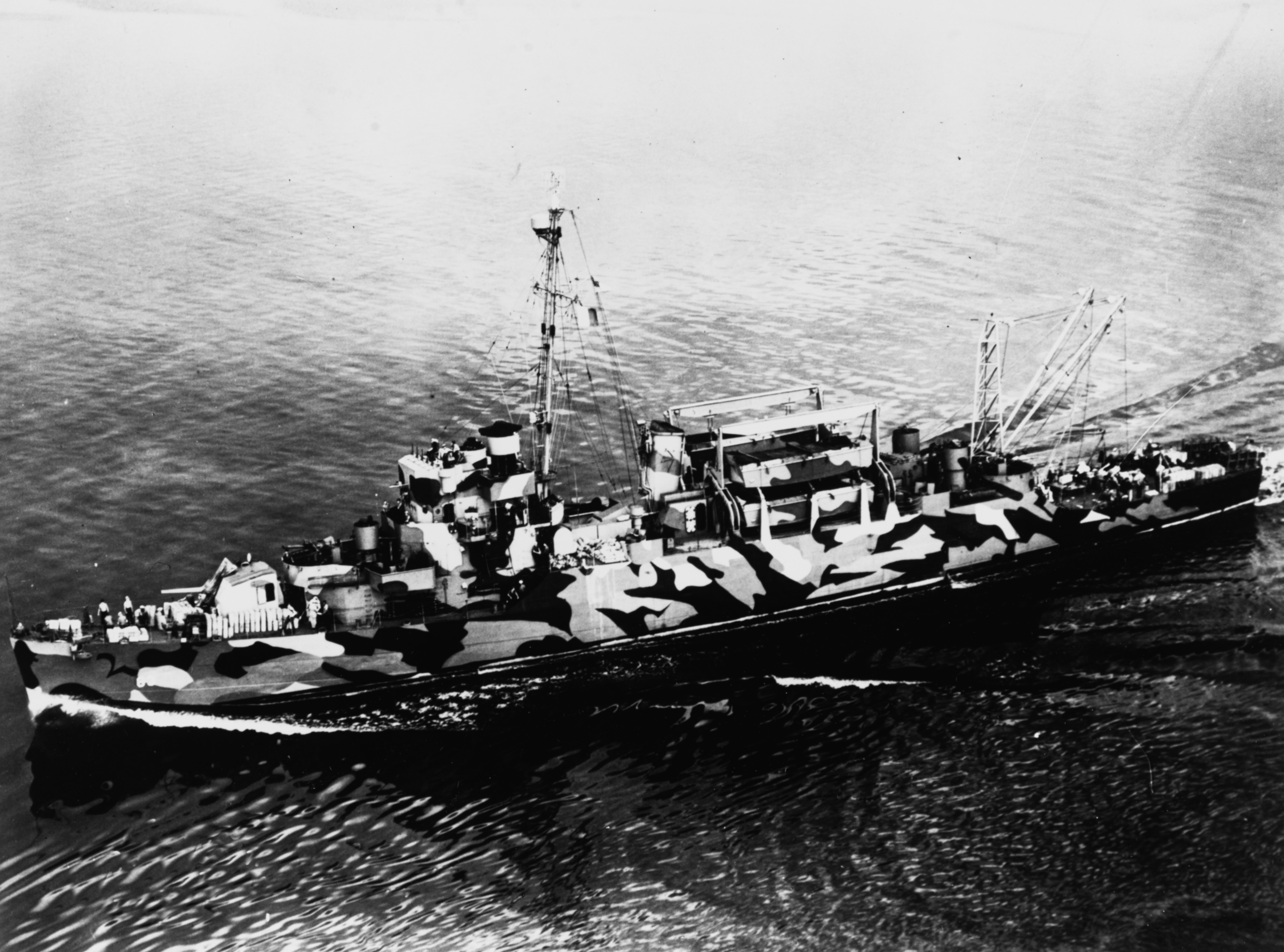
USS Lloyd (APD-63), classe Charles Lawrence, 15 septembre 1944.

Un deuxième groupe de navires APD, 43 unités, est mis en service à partir de destroyers d'escorte de type Buckley construits entre 1943 et 1945. Deux autres conversions prévues furent annulées lors de la fin des hostilités. Ces navires convertis furent dénommés « classe Charles Lawrence ».
Lors de la conversion, les superstructures sont modifiées pour accueillir 162 soldats. L'armement d'origine – 3 canons de 3" AA et 6 canons de 20 mm – est remplacé par une pièce de 5" DP (Dual purpose, c'est-à-dire pouvant être utilisée autant contre une cible de surface que contre une cible aérienne) de 38 calibres et par 6 Bofors de 40 mm. L'affût triple de tube lance-torpilles est conservé ainsi que les deux rails pour grenades avec jusqu'à 8 grenadeurs type K-guns.
Les navires de la classe Charles Lawrence emportaient généralement 4 LCVP (Landing Craft Vehicle and Personnel), disposés comme le montre l'illustration ci-contre.

### Classe Crosley

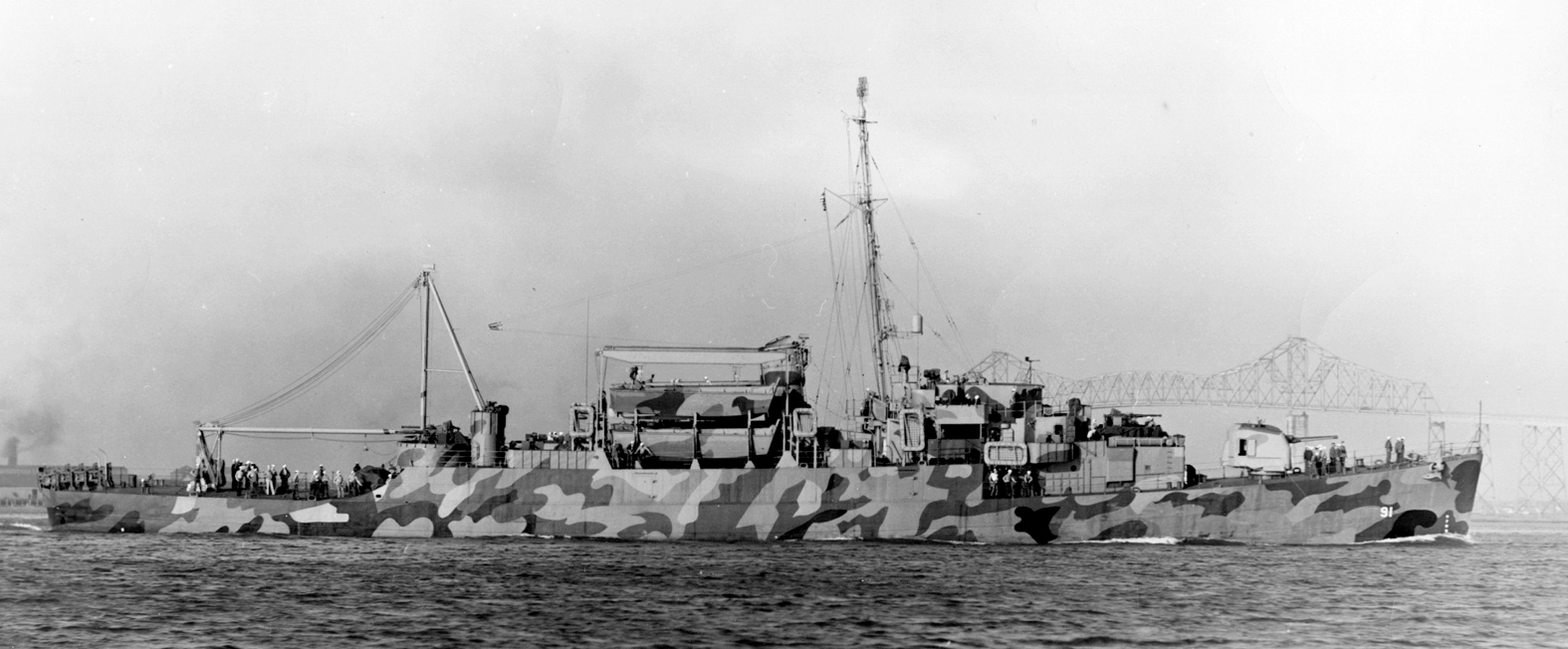
USS Kinzer(APD-91), classe Crosley, 16 novembre 1944.

Un troisième groupe de navires APD, 51 unités, est issu de la conversion de destroyers d'escorte de la classe Rudderow construits aussi entre 1943 et 1945. À l'exception d'un seul, tous ont été convertis pendant leur construction. Les navires de ce troisième groupe sont connus sous le nom de « classe Crosley ».
Les modifications apportées sont similaires à celles des Buckley, à la différence près que les trois canons de 3" n'ont été remplacés que par deux 5"DP, faisant disparaître la pièce située à l'arrière.

## Utilisation

### Durant la Seconde Guerre mondiale
La bataille de Guadalcanal, durant laquelle la marine US ne disposait pas encore de la maîtrise du ciel et des mers, amena le recours à des bâtiments de transport rapides pour ravitailler les troupes à terre. Les APD présentaient l'avantage, outre leur capacité de transport, d'être en mesure de se défendre seuls contre des navires de tonnage modéré et d'appuyer les troupes débarquées avec leur artillerie.
Les APD ont participé aussi à la majeure partie des grandes opérations amphibies, comme à Okinawa.
Du groupe des APD issus de destroyers anciens, 9 furent coulés ainsi que l'un de la classe Charles Lawrence.

### Après la Seconde Guerre mondiale
Les 23 APD survivants des classes Wikes, Clemson et Caldwell ont été mis à la ferraille en 1945-1946.
Certains des bâtiments des classes Charles Lawrence et Crosley ont participé à la Guerre de Corée (par exemple, USS Begor, APD-127) et à celle du Vietnam (par exemple, USS Weiss, APD-135).
Dans les années 1960, 14 navires de la classe Charles Lawrence sont transférés à des marines étrangères ; au 1er janvier 1969, 3 sont reclassés comme « Fast Amphibious Transports » (LPR). A l'exception d'un seul, vendu pour un usage commercial et transformé en centrale électrique flottante, les 26 autres sont alors mis à la ferraille.
En ce qui concerne les APD de la classe Crosley, aucun ne fut perdu pendant la guerre. 18 ont été cédés à des marines étrangères. L'un fut coulé en 1966 lors d'un abordage. 8 vendus pour devenir des centrales électriques flottantes et 18, mis au rebut. En 1969, les 8 derniers APD de cette classe sont reclassés comme Fast Amphibious Transports (LPR).

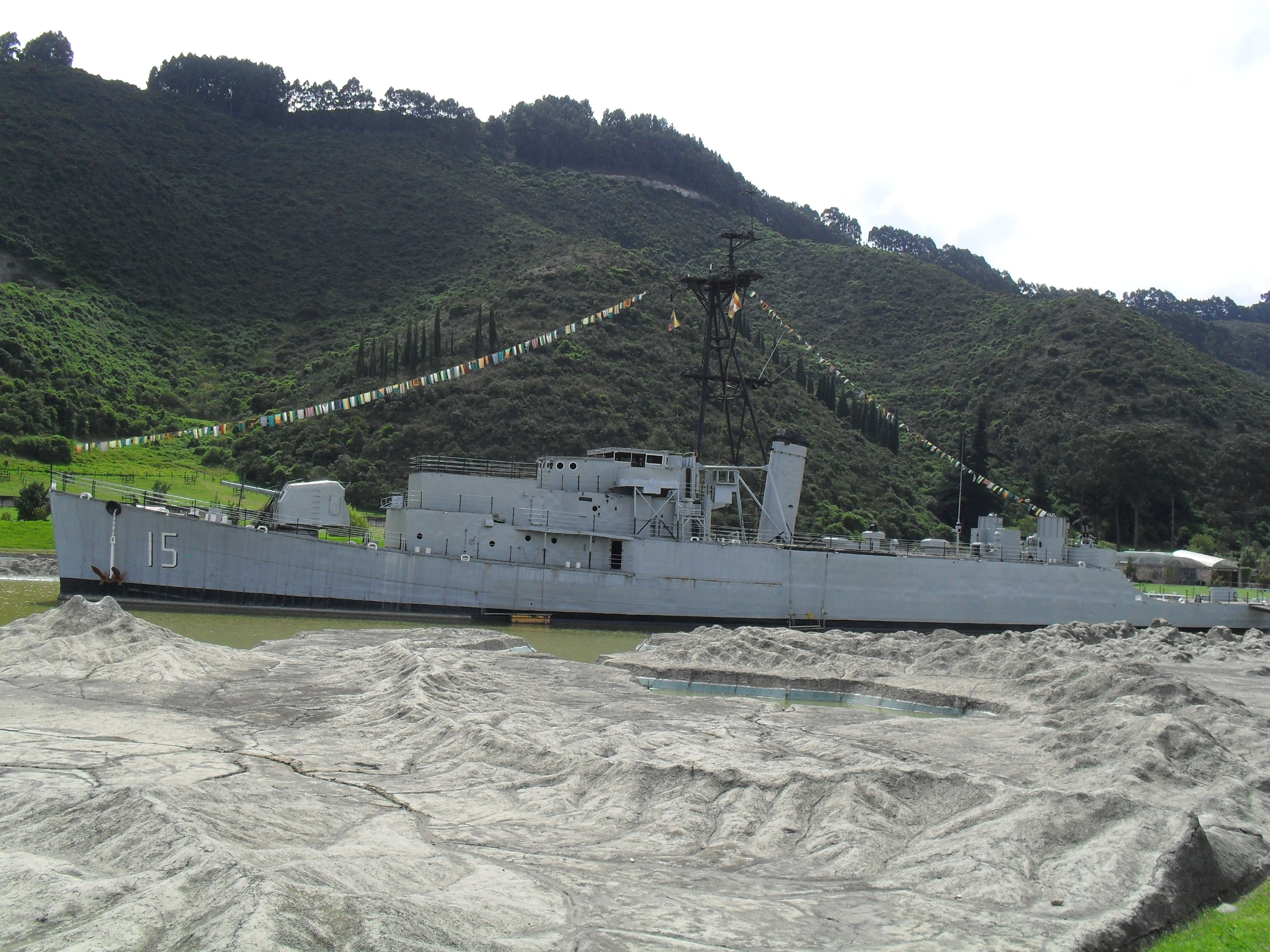
ARC Cordoba (DT-15), présenté dans le « Jaime Duque Park », à Tocancipa, Colombie.

De nos jours, le seul survivant de cette classe Crosley est l'ancien USS Ruchamkin (APD-89). Cédé à la Colombie il est navire-Musée à Tocancipa, sous son nom dans la marine colombienne, ARC Cordoba (DT-15).